# Marija Žumer
Marija Žumer, slovenska revolucionarka, * 2. avgust 1900, Spodnje Gorje, † 5. februar 1944, Ravensbrück, Nemčija.

## Življenje in delo
Rodila se je očetu mizarju Antonu in materi Mariji (rojena Stare). Ljudsko šolo je obiskovala v Zgornjih Gorjah, od 1914 je bila delavka, nazadnje (1939) snažilka v Hotelu Park na Bledu. Leta 1932 je bila sprejeta v KPJ. V letih 1933–1936 je v Sovjetski zvezi obiskovala Komunistično univerzo narodnih manjšin Zahoda. Po vrnitvi v domovino je bila zaradi komunistične dejavnosti 22. avgusta 1936 aretirana in do 29. marca 1937 zaprta v zaporih na Bledu, Ljubljani in Beogradu. Po preselitvi iz Ljubljane na Jesenice je postala članica Okrožnega komiteja KPS in maja 1940 njegova sekretarka. Po okupaciji 1941 je bila med prvimi organizatorji NOB na Jesenicah. Julija 1941 jo je nemški okupator aretiral, odpeljal v svoje zapore v Begunje na Gorenjskem, nato v Celovec in septembra 1941 v skupini prvih Slovenk v koncentracijsko taborišče za ženske v nemški Ravensbrück; v tem taborišču je bila do smrti med vodilnimi organizatorkami odporniškega gibanja interniranih žensk in uživala mednarodni ugled. Umrla je zaradi srčnega infarkta, ki je nastal kot posledica medicinskih poskusov. Leta 1951 je bila odlikovana z redom zaslug za ljudstvo z zlatim vencem.